# Neomegamphopus hiatus
Neomegamphopus hiatus is een vlokreeftensoort uit de familie van de Neomegamphopidae. De wetenschappelijke naam van de soort is voor het eerst geldig gepubliceerd in 1987 door J. L. Barnard & Thomas.